# Jastrzębie (Namysłów)
Jastrzębie (deutsch Nassadel) ist eine Ortschaft in Niederschlesien. Der Ort liegt in der Gmina Namysłów im Powiat Namysłowski in der Woiwodschaft Oppeln in Polen.

## Geographie

### Geographische Lage
Das Straßendorf Jastrzębie liegt acht Kilometer südöstlich der Gemeinde- und Kreisstadt Namysłów (Namslau) sowie 47 Kilometer nordwestlich der Woiwodschaftshauptstadt Opole (Oppeln). Der Ort liegt in der Nizina Śląska (Schlesische Tiefebene) innerhalb der Równina Oleśnicka (Oelser Ebene).
Jastrzębie liegt an der Woiwodschaftsstraße Droga wojewódzka 454. Das Dorf liegt an den stillgelegten Schienen der Bahnstrecke Opole–Namysłów.

### Nachbarorte
Nachbarorte von Jastrzębie sind im Norden Ziemiełowice (Simmelwitz) und im Süden Nowy Folwark (Sandvorwerk).

## Geschichte

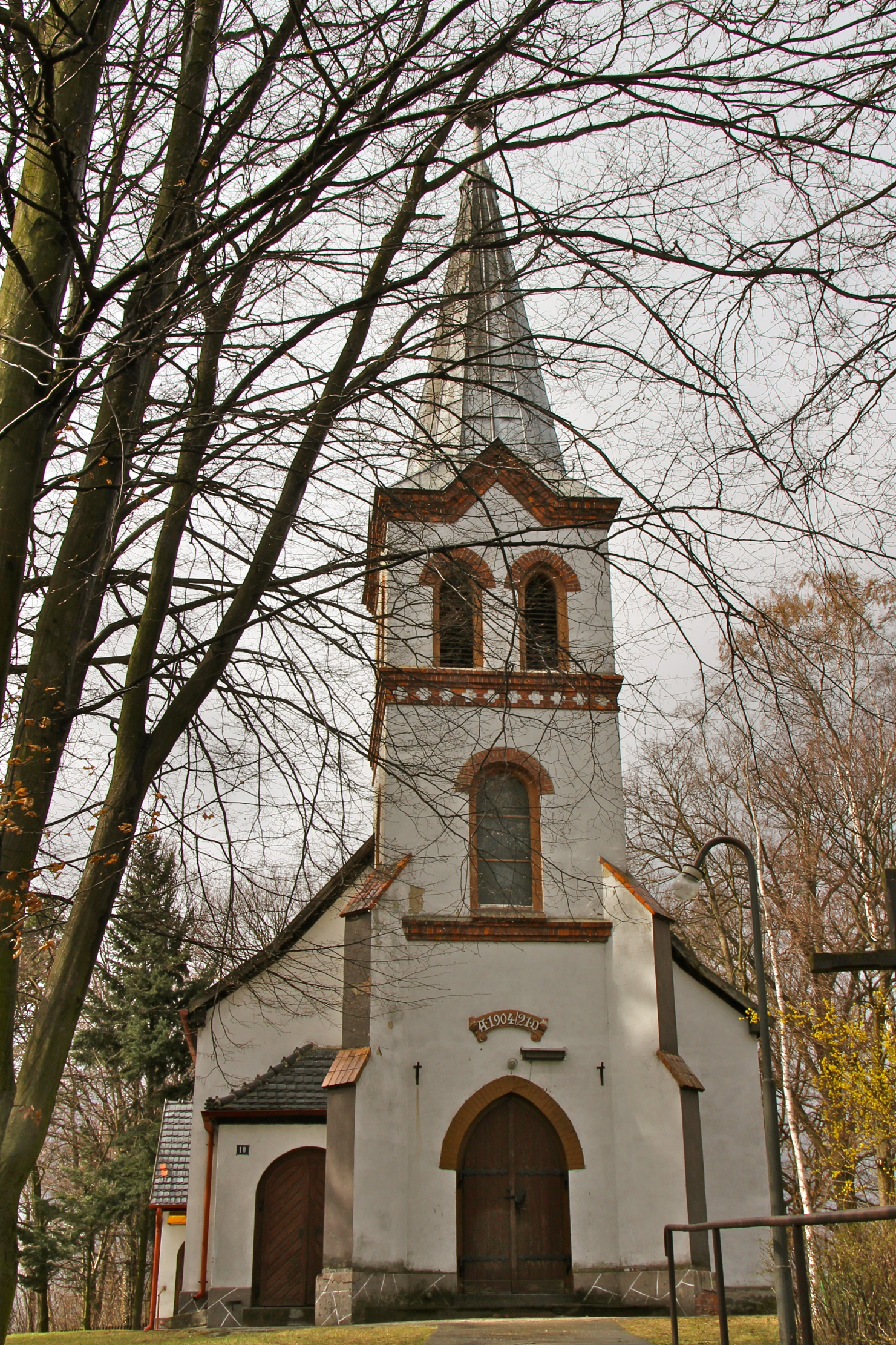
Laurentiuskirche

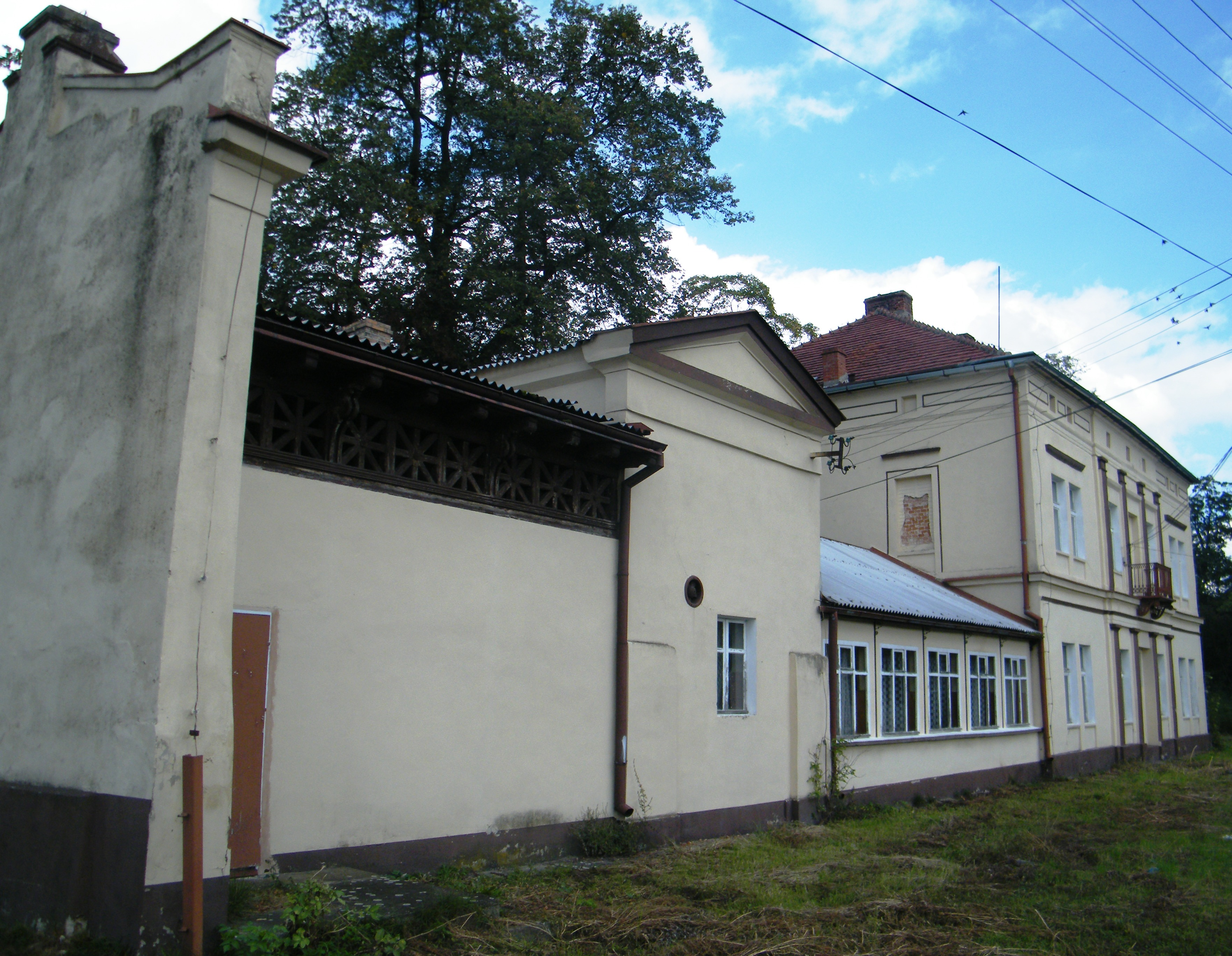
Villa Heydebrandt mit Orangerie

Das Dorf wurde 1251 erstmals als Jestrembe erwähnt. Übersetzt heißt der Ort Habichtsdorf. Im Jahr 1353 wurde der Ort unter dem Namen Nussidol geführt. Im gleichen Jahr wurde eine Kirche im Ort erwähnt.
Nach dem Ersten Schlesischen Krieg 1742 fiel Nassadel mit dem größten Teil Schlesiens an Preußen.
Nach der Neuorganisation der Provinz Schlesien gehörte die Landgemeinde Nassadel ab 1816 zum Landkreis Namslau im Regierungsbezirk Breslau. 1826 entstand ein steinerner Kirchenbau. 1845 bestanden im Dorf ein Vorwerk (Ferdinandshof), eine katholische Kirche, eine evangelische Schule, eine Ziegelei, eine Windmühle und 46 Häuser. Im gleichen Jahr lebten in Nassadel 413 Menschen, davon 135 katholisch. 1874 wurde der Amtsbezirk Nassadel gegründet, welcher die Landgemeinden Nassadel und Simmelwitz und die Gutsbezirke Nassadel und Simmelwitz umfasste. Erster Amtsvorsteher war der Rittergutsbesitzer von Heydebrandt in Nassadel.
1933 zählte Nassadel 407, 1939 wiederum 411 Einwohner. Bis 1945 gehörte der Ort zum Landkreis Namslau.
1945 kam der bisher deutsche Ort unter polnische Verwaltung, wurde in Jastrzębie umbenannt und der Woiwodschaft Schlesien angeschlossen. 1950 wurde Jastrzębie der Woiwodschaft Oppeln zugeteilt. 1999 wurde es Teil des wiedergegründeten Powiat Namysłowski.

## Sehenswürdigkeiten
Unter Denkmalschutz stehen heute:

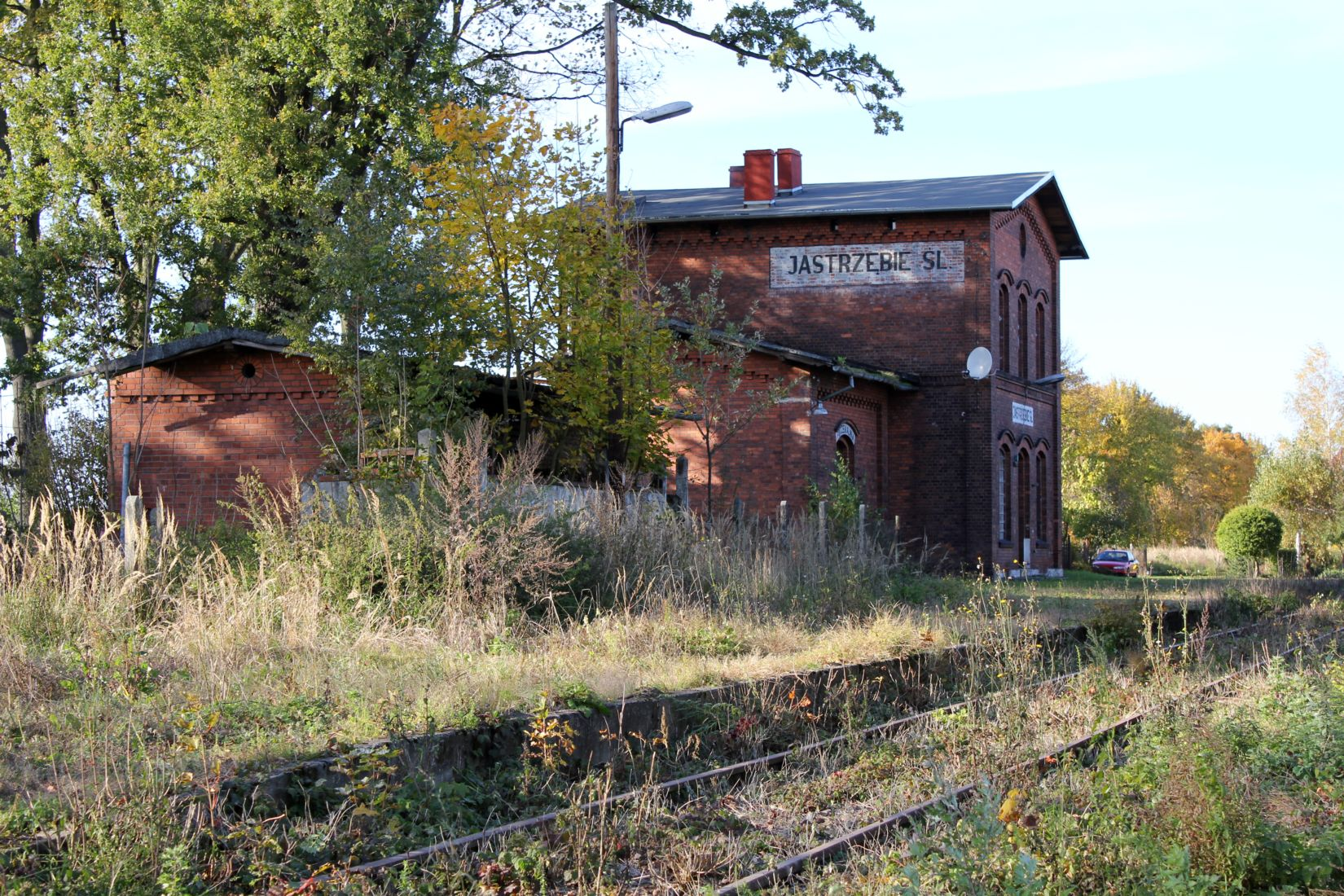
Bahnhof

- Die Villa Heydebrandt (budynek administracyjny, tzw. willa in der ul. Dworcowa 20)  wurde 1844 im spätklassizistischen Stil errichtet. Sie entstand für den Sohn des damaligen Gutsbesitzer Ferdinand von Heydebrand. Daneben befand sich das Schloss Nassadel, welches 1945 zerstört wurde. Das Schloss und die Villa verband eine eingeschossige Orangerie. Die Villa steht seit 1965 unter Denkmalschutz.[4]

- Wohnhaus, erste Hälfte 19. Jahrhundert in der ul. Dworcowa 22/26

- Postamt (heute Wohnhaus), 1. Hälfte 19. Jahrhundert in der ul. Dworcowa 18

- Verwaltung (heute Wohnhaus) 1844 in der ul. Dworcowa[5]
- Orangerie, (heute Büros) von 1881 in der ul. Dworcowa 20[6]
- Schmiede (derzeit Laden), in der ul. Opolska 9 ist ein klassizistischer Bau aus dem Jahre 1810[7]

- Landschaftspark mit Teich und zwei Hügeln aus dem 18. und der ersten Hälfte 19. Jahrhundert in der ul. Dworcowa[8]

- Die römisch-katholische Laurentiuskirche (poln. Kościół św. Wawrzyńca) wurde 1353 erstmals erwähnt. Der heutige steinerne Bau stammt aus dem Jahr 1826.[9] Der Kirchenbau steht seit 1966 unter Denkmalschutz.[10]

## Söhne und Töchter des Ortes
- Wilhelm von Heydebrand und der Lasa (1849–1908), deutscher Politiker
- Joseph Kratofiel (1870–1949), deutscher katholischer Politiker